# Georg Bötticher

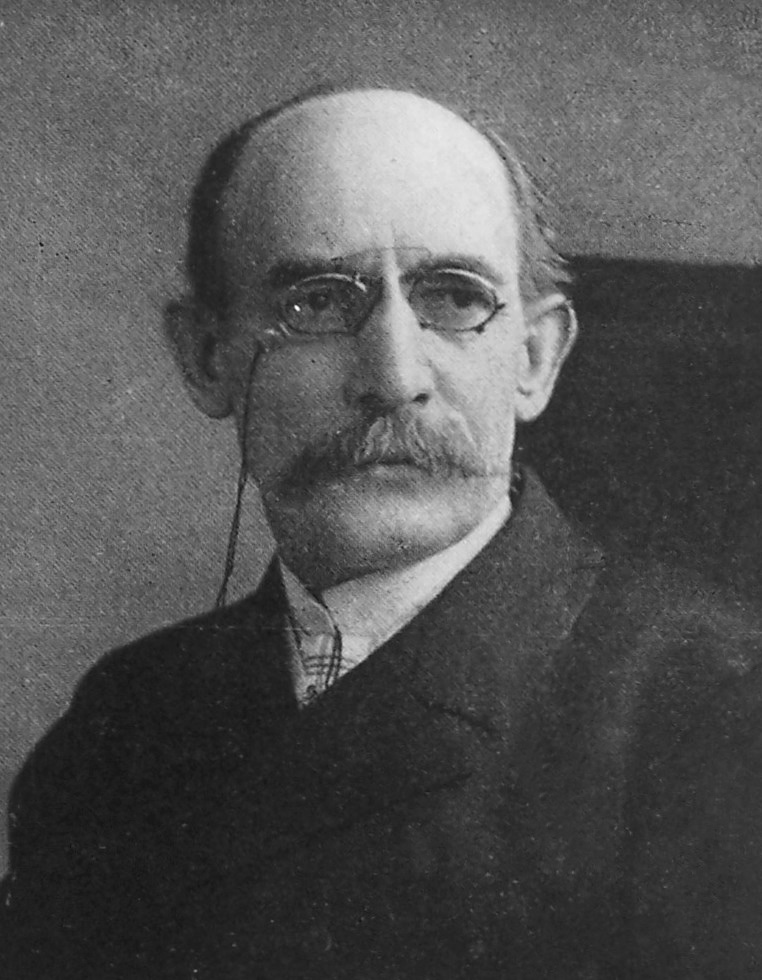
Georg Bötticher

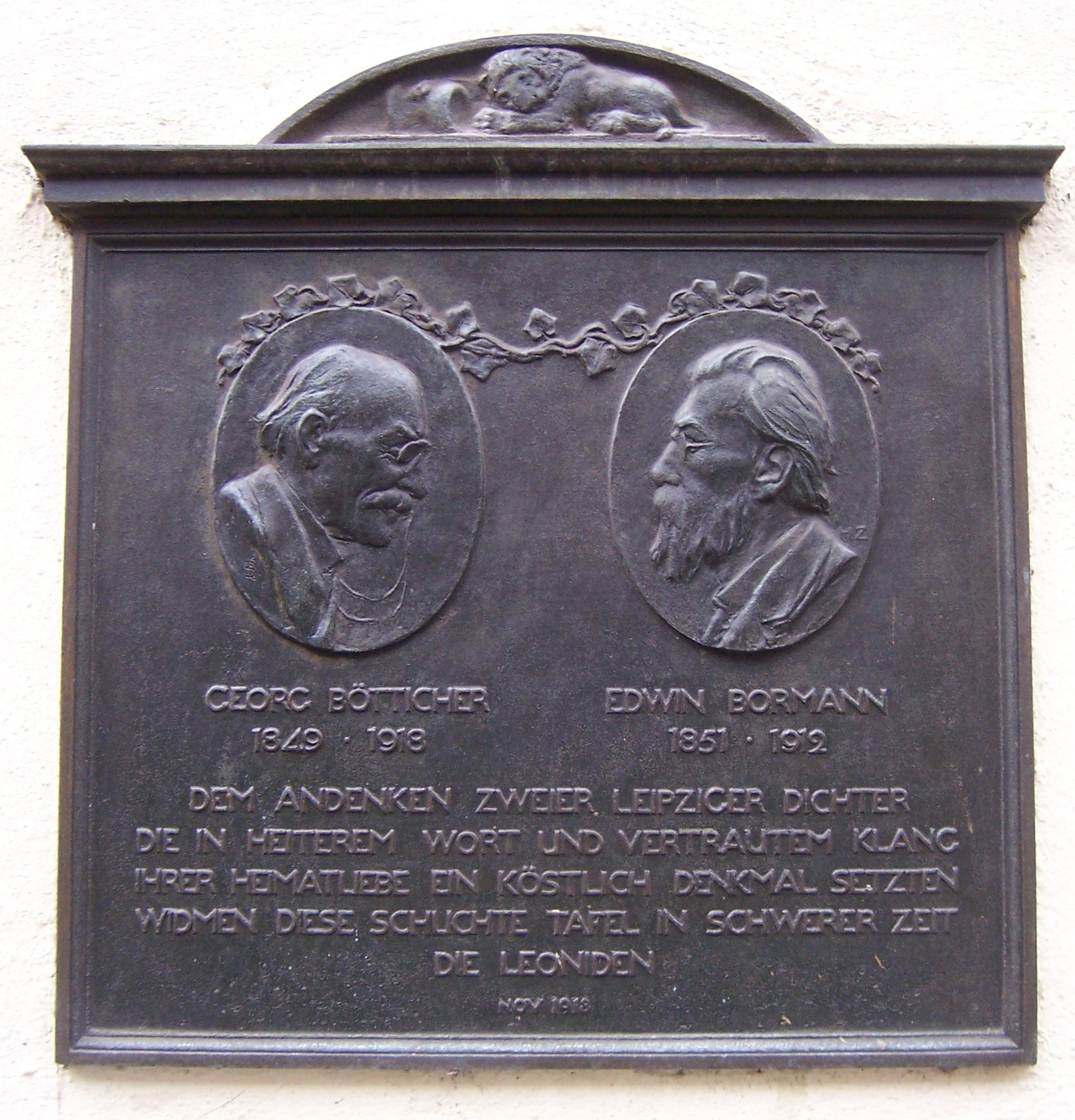
Gedenktafel der Leoniden für Georg Bötticher und Edwin Bormann am Alten Rathaus zu Leipzig

Hans Georg Bötticher (* 20. Mai 1849 in Jena; † 15. Januar 1918 in Leipzig) war ein deutscher Grafiker, Schriftsteller und Verleger.

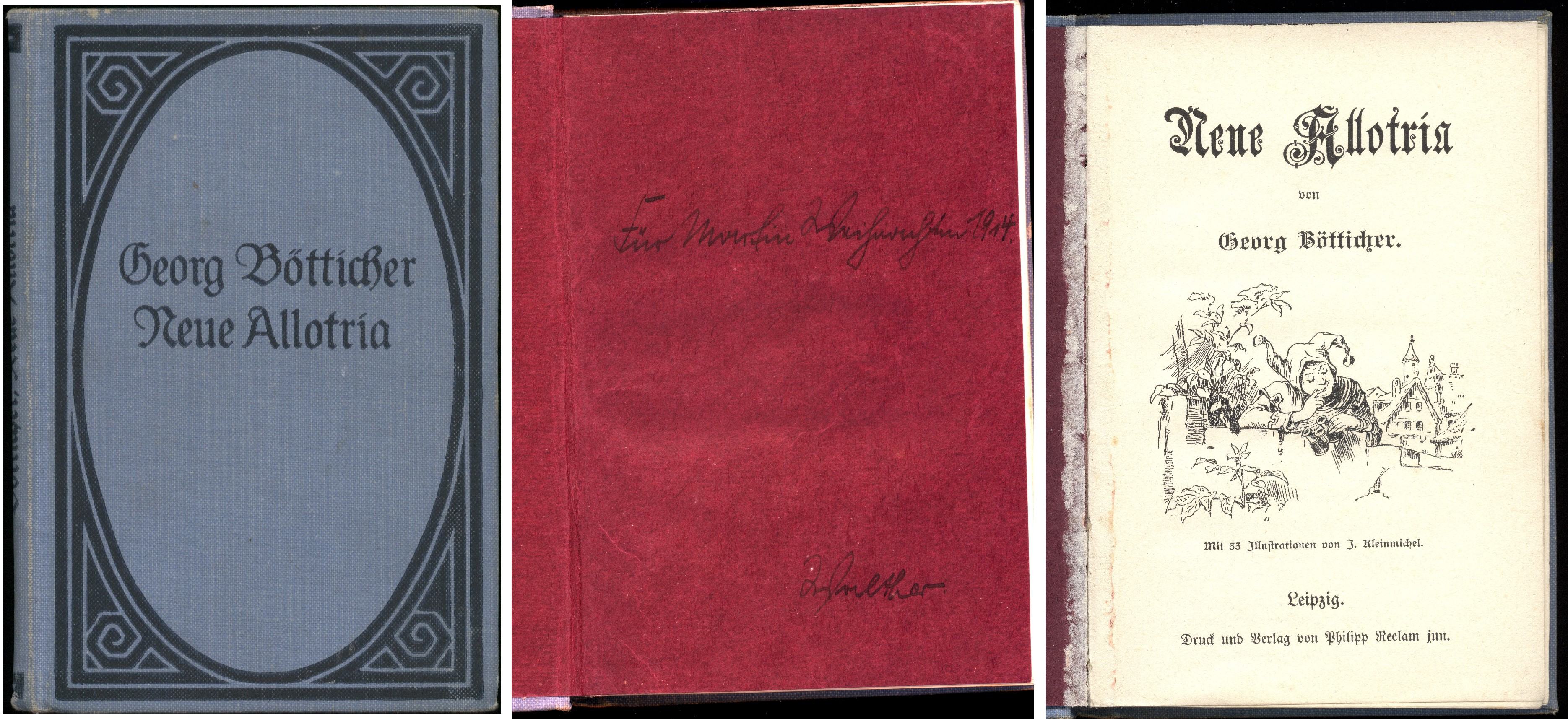
Einband und Titelblatt des Gedichtbandes „Neue Allotria“, der auch 33 Zeichnungen von Julius Kleinmichel enthält.

## Leben
Georg Bötticher war der zweite Sohn des Pfarrers Hans Adam Bötticher (1811–1849), der im März 1849 in Görmar bei Mühlhausen in Thüringen verstarb und dessen Ehefrau Clementine Bötticher geborene Hand. Nach dem Tod ihres Mannes zog Clementine Bötticher mit dem älteren Sohn Karl in das Haus der Eltern nach Jena. Der Großvater Georg Böttichers mütterlicherseits war der Geheime Hofrat Professor Ferdinand Gotthelf Hand, der als Philologe und Musikwissenschaftler bekannt geworden ist. Hand hatte die weimarischen Prinzessinnen Augusta und Maria unterrichtet, jahrelang einen Singverein geleitet und eine beachtete Ästhetik der Tonkunst verfasst. Als junger Professor hatte er in Weimar noch unter Goethe amtiert.
Georg Bötticher entstammte einer traditionsreichen und weit zurückverfolgbaren Familie, deren Wurzeln bis ins Jahr 1365 nachweisbar sind. Zu dieser Familie gehören der Philosoph und Orientalist Paul de Lagarde (1827–1891), sein eigentlicher Name war Paul Anton Bötticher. Auch gehören der frühere Bürgermeister von Goldingen (heute Kuldiga/Lettland) Friedrich von Boetticher (1749–1819), der Mitbegründer und Herausgeber der Baltischen Monatsschrift Theodor von Boetticher (1819–1901), der Gründer und Leiter einer Verlags- und Kunstbuchhandlung Friedrich von Boetticher (1820–1902), der Schiffs- und Militärarzt sowie spätere Leiter eines Sanatoriums Theodor von Boetticher (1869–1932) und weitere anerkannte Persönlichkeiten zur Familie Bötticher/von Boetticher.
Georg Bötticher wuchs im Haus der Großeltern in Jena auf und besuchte während seiner Grundschulzeit das Zenker Institut. Ab 1856 wechselte er zur Fortsetzung des Schulunterrichts an das Freimaurerinstitut nach Dresden, das er 1863 abschloss. Daran im Anschluss erlernte er den Beruf eines Musterzeichners am Dresdner Polytechnikum, der späteren Kunstgewerbeschule. Die Ausbildung schloss er 1866 ab und besuchte dann für ein Jahr die Weberschule in Chemnitz und war dort im Rahmen eines Volontariats auch in einer Wollfabrik tätig. Um seine fachliche Bildung weiter zu vertiefen, war er ab 1869 in dem führenden Pariser Kunstgeschäft von Artur Martins tätig. Jedoch musste er kurz nach dem Ausbruch des Deutsch-Französischen Krieges 1870 Frankreich verlassen.
In Deutschland wieder angekommen, arbeitete er im thüringischen Mühlhausen als Musterzeichner. Etwa zeitgleich begann er auch mit seiner literarischen Arbeit und debütierte als Schriftsteller für Kinder und Jugendliche in der Zeitschrift Deutsche Jugend. Danach wechselte er nach Dresden und arbeitete dort als Kunstgewerbezeichner für Tapeten, Teppiche, Möbelstoffe und Bucheinbände. Hier entstand auch seine in Fachkreisen hoch anerkannte Schrift Original-Compositionen zu Flachmustern, die in Dresden verlegt wurde. Weitere Tätigkeitsorte in seinem Beruf waren dann Mannheim und Jena, bis er 1875 nach Wurzen zog, um dort eine Anstellung in einer Tapetenfabrik als Zeichner für Musterentwürfe zur Tapeten-, Möbelstoff- und Teppichherstellung anzunehmen. Nachdem er sich in dieser Position etwas gefestigt hatte, heiratete er 1876 Rosa Marie (Maria) Engelhart in Jena. Aus der Ehe gingen in den folgenden Jahren die Kinder Wolfgang (1879–1946), Ottilie, später verehelichte Mitter (1882–1957), und Hans (1884–1934) hervor, der sich später als Schriftsteller und Kabarettist Joachim Ringelnatz nannte.
Georg Bötticher war ein sehr erfolgreicher Musterzeichner, der in seiner beruflichen Blütezeit Entwürfe und Mustervorlagen nach Frankreich (Paris), Schweden, Russland und Amerika lieferte. Mitte der 1870er Jahre ging er auch zu regelmäßigen literarischen Veröffentlichungen über, die er teils in sächsischem Dialekt und unter dem Pseudonym C. Engelhart (der Name seiner Ehefrau) veröffentlichte. Es folgten Texte für Bilderbücher mit Illustrationen von Grafikern aus seinem Umgangskreis. Mit der Familie 1897 nach Leipzig übergesiedelt, gab er dort Das chinesische Buch mit Abbildungen von Rudolf Alfred Jaumann heraus. Dabei kam ihm vor allem die in Leipzig wesentlich intensiver etablierte Kunstszene und das große Interesse an seinen Arbeiten sehr entgegen. Dort erschienen weitere seiner Bücher Wie die Tiere Soldaten werden wollten (1892), gemeinsam mit Illustrationen von seinem Freund Fedor Flinzer, Der Deutsche Michel, Allotria und 1895 Das lustige Jena. Auch über seine Familie verfasste er ein Buch mit dem Titel Meine Lieben, das 1897 erschien. Es folgten „Balladen, Legenden und Schwänke“ sowie gemeinsam mit Lothar Meggendorfer 1899 das Buch „Der Verwandlungskünstler“.
Ab etwa 1900 plagte ihn ein Augenleiden, das seine Sehkraft benachteiligte und ihn immer mehr an der Arbeit am Zeichentisch hinderte. Deshalb wechselte er zunehmend in den literarischen Bereich. So wurde Georg Bötticher ab 1901 bis 1918 Jahre der Herausgeber von Auerbach’s Deutschem Kinder-Kalender. Er arbeitete im Kreis der „Ekkehard“-Dichter und war ein glühender Verfechter Otto von Bismarcks. Darüber hinaus widmete er sich literaturgeschichtlichen Beiträgen über Johann Wolfgang von Goethe und Joseph Victor von Scheffel. Außerdem arbeitete er für die humoristischen Zeitschriften Fliegende Blätter und Meggendorfer-Blätter sowie für die Jugend. Bötticher nahm aktiv am kulturellen Leben seiner Zeit teil. Nicht nur die satirische Arbeit ist für ihn kennzeichnend, sondern auch die Auseinandersetzung mit einzelnen Mitmenschen, die literarische Verarbeitung von Verhaltensnormen, so im Buch Gesellschaftsregeln und er schuf die literarische Figur des „Leutnants von Versewitz“. 1901 bis 1905 erschien Das lyrische Tagebuch des Leutnants von Versewitz in drei Bänden. Insgesamt sind über 40 veröffentlichte Bücher aus seiner Feder bekannt. Ihre Namen sind zumeist „heiter“ ausgewählt wie Allotria, Alfanzereien, Schnick-Schnack und viele mehr. Alles floss ihm recht leicht aus der Hand. Aber er verfasste auch Balladen, Erzählungen und in den späteren Jahren kultur- und literaturhistorische Aufsätze.
Besonders in seiner Leipziger Zeit unterhielt er einen großen Freundeskreis, zu dem unter anderen der Schriftsteller Edwin Bornmann (1851–1912), der Dichter Victor Blüthgen (1844–1920), der Schriftsteller Julius Lohmeyer (1834–1903), der Grafiker Julius Kleinmichel (1846–1892), der Bildhauer Max Klinger (1857–1920), der Lyriker Detlev von Liliencron (1844–1909), der Journalist Julius Stinde (1841–1905), der Bildhauer Carl Seffner (1861–1932) und der Schriftsteller Johann Trajan (1837–1952) gehörten. Eine rege Korrespondenz führte er unter anderem mit dem Schriftsteller Theodor Fontane (1819–1899), dem Schriftsteller Gustav Freytag (1816–1895), dem Lyriker Emanuel Geibel (1815–1884), dem Schriftsteller Paul Heyse (1830–1914), dem Maler Adolf Menzel (1815–1905), dem Dichter Conrad Ferdinand Meyer (1825–1898) und dem Schriftsteller Wilhelm Raabe (1831–1910). 1909 gründete er gemeinsam mit Edwin Bormann und Arthur von Oettingen den Leipziger Künstlerbund der Leoniden.
Am 15. Januar 1918 verstarb Bötticher nach einer viertägigen Grippe in Leipzig. Beigesetzt wurde er auf dem Neuen Johannisfriedhof in Leipzig in der Grabstelle seiner Mutter.

## Nachwirken
Ein Jahr nach seinem Tod wurde, um ihn zu ehren, am Leipziger Rathaus eine Tafel der „Leoniden“ Edwin Bormann und Georg Bötticher angebracht. Bei der Einweihung am 16. April 1919 sprach sein Sohn Joachim Ringelnatz das Gedicht Junge an Alte 1919.
Ein Teil des künstlerischen Nachlasses von Georg Bötticher, darunter zahlreiche Entwürfe für Muster, befinden sich in den Sammlungen des Grassi-Museums in Leipzig.
Im Jahre 2010 erschien in einer neuen Zusammenstellung Georg Bötticher Gedichte, mit einer Umschlaggrafik von Udo Degener.

## Werke
- Original-Compositionen zu Flachmustern. Tapeten, Gewebe, Intarsien etc. Dresden 1875.
- Schulerinnerungen. Leipzig 1877.
- mit Rudolf Alfred Jaumann: Das chinesische Buch. Leipzig 1898.
- mit Feodor Flinzer: Wie die Soldaten Tiere werden wollten. Leipzig 1892.
- mit Feodor Flinzer: Der Deutsche Michel. Leipzig 1892.
- Allotria. Leipzig 1893.
- Das lustige Jena. Leipzig 1895.
- Meine Lieben. Leipzig 1897.
- Balladen, Legenden, Schwänke. Leipzig 1898.
- mit Lothar Meggendorfer: Der Verwandlungskünstler. Eßlingen 1899.
- Schnurrige Kerle und andere Humoresken. Leipzig 1900.
- Bunte Reihe. Leipzig 1900.
- Das lyrische Tagebuch des Leutnants von Versewitz. Band 1 bis 3, Leipzig 1901 bis 1905.
- Auerbachs Deutscher Kinderkalender. Leipzig von 1901 bis 1918.
- Allerlei Schnick-Schnack. Leipzig 1905.
- mit Feodor Flinzer: Spatz, Ente und Has´. Nürnberg 1904.
- Bismarck als Zensor. 1907.
- Heitere Stunden. 1909.
- mit L. Otto: Alfranzerei und Allotria. ohne Orts- und Jahresangabe
- Gedichte. edition grillenfänger, Udo Degener Verlag, Potsdam 2010, ISBN 978-3-940531-17-9.